# Brian McFadden
Pour les articles homonymes, voir Brian McFadden (homonymie) et McFadden.
Brian Nicholas McFadden (né le 12 avril 1980 à Dublin en Irlande) est un chanteur et compositeur irlandais.

## Biographie
Brian a une sœur, Susan, et ses parents se nomment Brendan et Mairead.
Il se maria avec la chanteuse Kerry Katona (ex-membre du groupe Atomic Kitten) le 5 janvier 2002. Ensemble, ils ont deux filles, Molly Marie McFadden (née le 31 août 2001) et Lilly-Sue McFadden (née le 3 février 2003). Le couple se sépare en septembre et divorce en décembre 2006.
Il était fiancé avec la chanteuse et actrice australienne Delta Goodrem. En 2011, elle rompt les fiançailles.

### Westlife
L'artiste doit une grande partie de sa célébrité au groupe Westlife duquel il fut membre, toutefois avec une orthographe différente puisqu'il se nomme "Bryan".
Avec le groupe Westlife, il décroche tout de même 12 hits #1.

### Carrière Solo
Brian quitte le groupe Westlife le 9 mars 2004, afin de pouvoir consacrer plus de temps à sa famille et travailler sur des projets solo.
Il signe un contrat avec Sony BMG, son premier album s'intitule Irish Son et atteint le Top 30 au Royaume-Uni.
Le premier single extrait de son album s'intitulant Real to Me sort en septembre 2004 et atteint le sommet de charts au Royaume-Uni.
Son second single, Irish Son sort en novembre 2004 (#6 aux charts au Royaume-Uni). Le clip de cette chanson crée une grande polémique, puisqu'il dénonce avoir été physiquement abusé lorsque, enfant, il était membre d'une école protestante.
Le troisième extrait de son album, Almost Here est un duo avec l'artiste australienne Delta Goodrem. Ils travailleront ensemble sur d'autres titres de l'album de Mistaken Identity de la chanteuse australienne.
Le quatrième single, Demons sortira en mai 2005. Il fera l'objet d'un clip se déclinant en différentes versions intégrant des scènes de la série télévisée Lost afin d'en faire la promo.
Brian McFadden a aussi coécrit la chanson If My World Stopped Turning de Chris Doran qui sera représentée au concours de l'Eurovision 2004.
En 2006, Brian enregistre également un duo avec l'artiste américaine LeAnn Rimes, Everybody's Someone, extrait de l'album de LeAnn Whatever We Wanna.
Le 20 avril 2007, le single "Like Only A Woman Can" est sorti en Irlande. Il est arrivé n°1. Ce titre est sorti sur le propre label de Brian, BMF. 
Son second album, Set In Stone, sorti en 2008, sera un succès en Australie et en Nouvelle-Zélande (n°5 au classement ARIA Albums Chart).
Pour son troisième album édité en 2010, Wall Of Soundz, le chanteur choisi une orientation proche du son electropop et recevra globalement des critiques positives. 3 singles sont exploités : "Just Say So", "Chemical Rush" et "Mistakes".